# Willibald Eigner

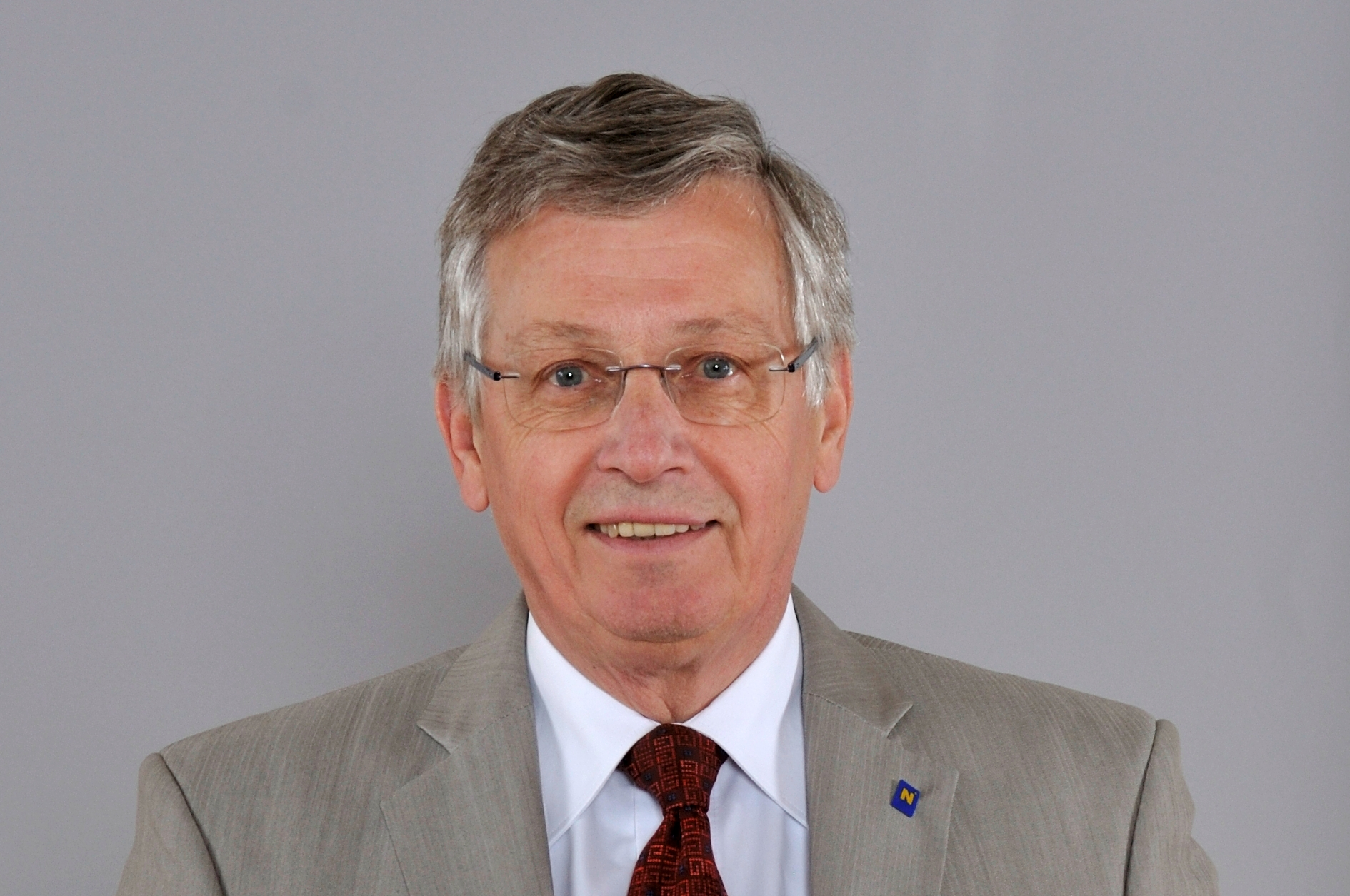
Willibald Eigner (2013)

Willibald Eigner (* 1. Jänner 1948 in Weidling) ist ein österreichischer Architekt und Politiker (ÖVP). Eigner ist verheiratet und Vater zweier Kinder. Er war vom 24. April 2003 bis zum 16. November 2016 Abgeordneter zum Landtag von Niederösterreich.

## Leben
Eigner besuchte die Volks- und Realschule, die er mit der Matura abschloss. Er studierte in der Folge Architektur an der Technischen Hochschule Wien und legte die Ziviltechnikerprüfung ab. Er ist Inhaber eines eigenen Architekturbüros. 1988 wurde Eigner in den Gemeinderat gewählt, von 1990 bis 2003 war er Stadtrat in Klosterneuburg. Eigner hat die Funktion des Ortsparteiobmann-Stellvertreters in Weidling inne, ist Mitglied des Gemeindepartei-Vorstandes und Mitglied des Bezirksparteivorstandes. Eigner gehört seit dem 13. August 2003 dem Niederösterreichischen Landtag an.
Nach dem Rücktritt des Klosterneuburger Bürgermeisters Gottfried Schuh wurde Eigner von der ÖVP Klosterneuburg als dessen Nachfolger bestimmt. Er sollte das Amt im Herbst 2009 antreten, die Nominierung wurde jedoch nach einem Vertrauensverlust im Zuge des Bauskandals Villa Meran zurückgezogen. Anstatt dessen wurde Stefan Schmuckenschlager Bürgermeister.

## Auszeichnungen
- 2014: Großes Silbernes Ehrenzeichen für Verdienste um die Republik Österreich[3]
- 2017: Leopoldskreuz in Silber[4][5]
- 2017: Silbernes Komturkreuz des Ehrenzeichens für Verdienste um das Bundesland Niederösterreich